# 瞳さやか
瞳 さやか（ひとみ さやか）は、日本の元AV女優。

## 略歴・人物
1980年代中頃～後半に活躍したAV女優で、SM系の作品に多く出演。
大きな目とショートカットのヘアスタイルが特徴であった。
AVの他、成人映画にも出演した。

## 出演作品

### アダルトビデオ
- 脱がされた制服物語 4 惨鬼のいけにえ パート3 （1986年、アートビデオ）
- ファンタスティックに快感 （1986年、クリスタル映像）
- 回春 Dr.ミス花子 （1986年、アルファビデオ）
- ＳＭあぶハント （1987年、シネマジック）
- 魔蝕の囁き （1987年、シネマジック）
- 乱舞4 '87 バイブ・絶頂編 （1987年、シネマジック）…オムニバス作品 他出演:泉あすか、麻野絵理、風間純子、小林渚、加賀恵子、中川明菜、高原久美、東郷あい、豊田爽亜薇
- ザ・ディープエロ （1987年、シネマジック）…オムニバス作品 他出演:橋本杏子、島田麻耶
- 咥え上手な乙女たち 2 （1987年、シネマジック）…オムニバス作品 他出演:菊池えり、島田香織、速水舞、葉山恵子、香川有美、島崎梨乃
- 顔面シャワーエレクト10 PART.3 （1987年、クリスタル映像）…オムニバス作品 他出演:黒木香、泉あすか、秋本夏美、中山美穂子、松本和希、大島つむぎ、橘まこ、斉藤由貴子、藤崎沙耶
- 電撃バイブマン （1987年、アルファビデオ）
- おしゃぶり天使 （1987年、マリオン）
- ねぇ～!がまんしなくてい～い? （1988年、CUBE）
- レズビアン・コレクション 百合図鑑 2 （1988年、シネマジック）…オムニバス作品 他出演:菊池えり、梶原恭子、河合奈保、藤村真実、豊田香里奈、高橋めぐみ、井上真美
- Mr.Dと7人の女友達 （1988年、シネマジック）…オムニバス作品 他出演:中川えり、青山麗、叶麗華、山崎美和子、藤村真実、望月あゆみ
- VIDEO海賊2 アナタがつくる変幻自在のビデオ・ボックス （1988年）…オムニバス作品
- S＆Mビデオグラフティ 4 恥辱の狂宴 （1989年、シネマジック）…オムニバス作品 他出演:高橋めぐみ、ジェミー、結城れい子
- 羞恥のほとばしり （1989年、ポップチェイサー）…オムニバス作品 他出演:林春名、西崎彩、堀田エミリー、香取聖子
- ビデオSEXY倶楽部 Vol.28 （? 、宇宙企画）…オムニバス作品 他出演:高杉レイ
- オールアバウト舞 LAST DREAM （? 、シネマジック）…共演:速水舞、菊池えり、島島梨乃、二谷里恵
- 連続して （? 、スクリュー）
- 歓喜の涙 （? 、ダイ・ハード）
- ロンリー・レイク 魔性のし・た・た・り （? 、ビデオRUN）
- ザ・ま・ん・せ・つ ～50分三本勝負～ （? 、ギャランポイ）…オムニバス作品 他出演:新城みゆき、泉明日香
- 恋の宅急便 （? 、キャッツ・アイ）

### 成人映画
- 団鬼六 人妻なぶり （1987年10月17日、にっかつ） - 共演:長坂しほり、八田玲奈、川上順子
- 菊池えり 巨乳責め （1988年1月23日、にっかつ） - 共演:菊池えり、高橋めぐみ
- び・ん・か・ん （1988年3月5日、ミリオン） - 共演:高樹陽子
- 地下鉄連続レイプ 愛人狩り （1988年5月7日、にっかつ） - 共演:岸加奈子、高橋めぐみ、木村さやか、早瀬つばさ
- アブノーマル 陰虐 （1988年7月、新東宝映画） - 共演:伊藤清美、風見怜香、島崎梨乃